# Лунд
Лунд (швед. Lund) један је од великих градова у Шведској, у јужном делу државе. Град је у оквиру Сканског округа, где је трећи град по величини и значају. Лунд је истовремено и седиште истоимене општине и једно од кључних насеља у агломерацији Велики Малме.
Лунд је познат по Универзитету у Лунду, једном од најнапреднијих високошколских установа у Скандинавији и међу највећим у Шведској. Лунд, заједно са Сигтуном, је најстарији град у Шведској. 

## Географија
Лунд се налази у јужном делу Шведске и Скандинавског полуострва. Од главног града државе, Стокхолма, град је удаљен 600 км југозападно. Од првог већег града, Малмеа, град се налази свега 15 км североисточно.
Рељеф: Лунд се развио у најјужнијој покрајини Шведске, Сканији, која је по својим природним одликама више подсећа на средњоевропска подручја, плодна је и густо насељена. Градско подручје је бреговито, а надморска висина се креће 20-70 м.
Клима у Лунду је континентална са утицајем мора и крајњих огранака Голфске струје. Стога су зиме блаже, а лета свежија у односу на дату географску ширину.
Воде: Лунд нема водотока на свом подручју, али је удаљен свега 10-ак км од најближег мора - Категата, залива Северног мора.

## Историја
Донедавно се веровало да је град основан око 1020. године, али археолошка открића показују да је старо насеље Упокра, које се налазило око 5 km јужно од данашњег Лунда, пресељено на то место око 990. године. Упокра је било најзначајније насеље југозападне Сканије још од 6. века, улога коју је Лунд лако преузео. Пресељење насеља било је по подстицају данског краља Свена I Рашљобрадога, са циљем уједињења данског краљевства.
Године 1060. Лунд постаје архиепископија. 1085. основана је црквена школа, најстарија школа Скандинавије и једна од најстаријих школа северне Европе (мада је у Упсали је најстарији универзитет Скандинавије). Ова школа је све до данас сачувала свој углед, па су је похађали многе познате личности. У првој половини 12. века саграђена је Лундска саборна црква, манастир и више мањих цркава. Лунд је највише имао 27 цркава, које су скоро све срушене током Реформације. У ово време Лунд постаје најважнији град Данске, имајући 3.000-4.000 становника. 
Међутим, 1658. године Лунд је ратом припојен Шведској. 1666. године ту је основан универзитет са намером ширења шведског утицаја. Ипак, почетком 18. века, он губи у значају у корист оближњег Малмеа, захваљујући његовом положају на мору. Ипак, све до данас Лунд је остао верско, образовно и културно средиште јужног дела државе.

## Становништво
Лунд је данас град средње величине за шведске услове. Град има око 83.000 становника (податак из 2010. г.), а градско подручје, тј. истоимена општина има око 112.000 становника (податак из 2010. г.). Последњих деценија број становника у граду брзо расте за месне услове. Град има веома бројну студентску заједницу која чини и преко 20% градског становништва.

## Привреда
Данас је Лунд савремени град са посебно развијеном индустријом, посебно оном најсавремнијом (производна прецизне и медицининске опреме, фармацеутска). Индустрија је блиско везана за деловањем универзитета, посебно његовог техничког огранка.
Последње две деценије посебно се развијају трговина, услуге и туризам.

## Знаменитости
Поред богате историје и културне сцене, Лунд има добро очувано старо градско језгро (изванредно чак и за шведске услове). Оно има неправилну мрежу улица са више тргова.
Поред тога, град има и низ знаменитих грађевина:
- Лундска саборна црква - главни део из 14. века;
- Црквена школа - 19. век;
- Универзитет у Лунду - велики број грађевина грађених вековима. Најважније грађевине из 19. века.

## Галерија
- Градска саборна црква
- Улица у старом делу Лунда
- Градска кућа Лунда
- Ректорат Универзитета Лунд
- Унивезитетско читалиште
- Црквена школа
- Викманска башта

## Градови побратими
| Данска    | Виборг, Данска      |
| Норвешка  | Хамар, Норвешка     |
| Финска    | Борго, Финска       |
| Исланд    | Далвик, Исланд      |
| Њемачка   | Грајфсвалд, Немачка |
| Француска | Невер, Француска    |
| Никарагва | Леон, Никарагва     |
| Пољска    | Забже, Пољска       |